# Ficomila
Ficomila is een geslacht van vliesvleugeligen uit de familie Eurytomidae. De wetenschappelijke naam van dit geslacht is voor het eerst geldig gepubliceerd in 1981 door Boucek.

## Soorten
Het geslacht Ficomila omvat de volgende soorten:
- Ficomila curtivena Boucek, 1981
- Ficomila gambiensis (Risbec, 1955)